# Albin Kainelainen
Albin Markus Kainelainen, född 1977, är en svensk ekonom och sedan 2022 generaldirektör för Konjunkturinstitutet.
Kainelainen arbetade på 00-talet som LO-ekonom och var medförfattare till flera analysrapporter om inkomstfördelning, sysselsättning och ekonomisk utveckling. Han blev därefter enhetschef på Arbetsmarknadsdepartementet och senare avdelningschef för Internationella och ekonomiska avdelningen på Finansdepartementet. Han utnämndes till generaldirektör för Konjunkturinstitutet i juni 2022, där han tillträdde 1 juli samma år.